# Paul Waldraff
Paul Eduard Waldraff (* 16. Juli 1870 in Wurzach; † 2. Juni 1917 in Waschwilischki, Litauen) war ein deutscher Grafiker, der bei der Reichsdruckerei in Berlin beschäftigt war. Berühmtheit erlangte sein Entwurf der Germania-Briefmarkenserie, welche zwischen 1900 und 1922 im Deutschen Reich verwendet und von der Reichspost herausgegeben wurde. Als Vorlage für seinen Entwurf der Germania, mit dem er den Wettbewerb für die neue Briefmarkenserie gewann, diente ihm ein Porträtfoto, das die Schauspielerin Anna Führing zeigte.

## Leben
Waldraff war ein Sohn des fürstlichen Domänen-Direktors Eduard Waldraff. Er besuchte zunächst die Kunst- und Gewerbeschule in Stuttgart und schrieb sich am 15. Oktober 1892 für die Malschule bei Wilhelm von Lindenschmit an der Königlichen Akademie der Bildenden Künste in München ein. Ende der 1890er Jahre bekam er eine Anstellung bei der Reichsdruckerei in Berlin, wo neben Banknoten und Staatsobligationen auch Briefmarken entworfen und gedruckt wurden. Dort war er am Entwurf der Banknoten zu 5 und 100 Mark beteiligt, in deren Grundmuster die Initialen „PW“ zu erkennen sind. Andere Arbeiten von ihm sind im Jugendstil gehalten. 1908 erhielt er den Albrecht-Dürer-Preis.
Einige Zeit vor dem Ausbruch des Ersten Weltkrieges verlor er seine Anstellung bei der Reichsdruckerei. Im Krieg war er als Landsturmmann in einer Versorgungseinheit in Litauen eingesetzt. Während eines Heimaturlaubes Anfang 1917 heiratete er seine langjährige Liebe Anna Karbe. Im Mai 1917 erkrankte er im Felde an einer Lungenentzündung, an der er im Feldlazarett 24 starb. Er wurde am 5. Juni 1917 auf dem Soldatenfriedhof in Pranzjuny beigesetzt.